# Ermita de San Roque (Blancas)

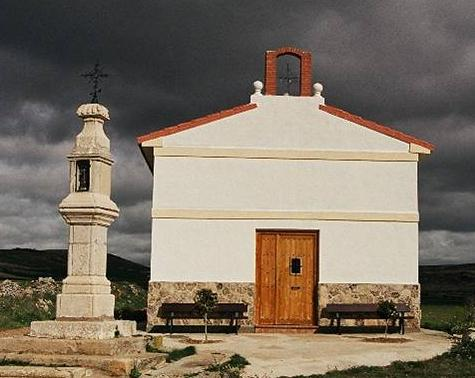
Ermita de San Roque, en Blancas (Teruel) con el peirón en su estado actual

La ermita de San Roque situada en el municipio turolense de Blancas, en la comarca del Jiloca, es de reciente construcción: se puso la primera piedra en el año 2000 por iniciativa de la cofradía que el mismo santo tiene en la localidad, y cuyo origen se remonta a 1530, y fue inaugurada oficialmente el 16 de agosto de 2003, fecha en que se celebró el primer culto religioso.
Frente a la cofradía se erige el antiguo Peirón de San Roque, del cual se ignora la fecha de construcción, aunque se remonta como mínimo al siglo XVII, y cuya forma actual no es la primitiva, ya que fue reconstruido en la década de los 70, tras derrumbarse a causa de una tormenta, de modo que su fuste fue recortado en más de un metro y se eliminaron las dos bolas de piedra superpuestas y la cruz de hierro que lo culminaban.
En el interior de la ermita se guarda la talla del santo, de estilo barroco rural, que según consta en los archivos de la diócesis fue encargada y sufragada por los cofrades en el año 1589 para su uso como imagen procesional, y recientemente restaurada por Nati Quílez, antes de su colocación en la ermita.
Del conjunto cabe destacar las pinturas de su interior, tres retablos pintados al óleo sobre estuco y madera, que ocupan la parte del altar y los dos laterales y son obra del pintor Armand Lluent, que realizó este trabajo de modo altruista.
Cada retablo está dividido en tres partes. La central está dedicada a la “Transición de San Roque” y cada una de las partes laterales representa una escena de la vida de San Roque. Respetando la tradición y los valores iconográficos propio del santo, el artista aportó su visión contemporánea aplicando su propio estilo y simbología y ahondando en las características paisajísticas: tierras áridas que marcan el carácter y la vida de sus habitantes.  El resultado es una simbiosis entre tradición y actualidad que refleja la parte más metafísica del santo en concordancia con el estilo de su autor.
Lluent murió en 2004 sin poder acabar la ermita, que fue terminada, siguiendo sus bocetos e instrucciones y aplicando la misma técnica y estilo, por su ayudante de taller, Carlos Soto. La inauguración definitiva de la ermita con los tres retablos terminados, tuvo lugar el 16 de agosto de 2009.
Otros monumentos destacables de Blancas (Teruel):
- Iglesia de San Pedro Apóstol (Blancas)
- Ermita de la Virgen de la Carrasca